# نانسي غريفز
نانسي غريفز (بالإنجليزية: Nancy Graves)‏ هي رسامة أمريكية، ولدت في 23 ديسمبر 1939 في بيتسفيلد في الولايات المتحدة، وتوفيت في 21 أكتوبر 1995 في نيويورك في الولايات المتحدة بسبب سرطان المبيض.